# Мишаткин, Николай Фёдорович
Николай Фёдорович Мишаткин (1911, станица Кременецкая, Кубанская область, Российская империя — 17 июня 1973, Сан-Паулу, Бразилия) — русский и бразильский карикатурист, художник-график, иконограф, писатель. Работал и писал под псевдонимом «Нико Н».

## Биография
Окончил Художественный институт по классу графики, участник Второй мировой войны, с 1942 в плену, концлагерях, был в беженских лагерях Ди Пи в Германии. В 1946 иллюстрировал юмористический журнал «Комар», тогда же издательство «Посев» выпустило два сборника М. О. фон Кубе «Преданья старины глубокой» (1946, 38 с.) и «Рассказы моряка» (1946, 31 с.), oбложки и иллюстрации были сделаны типографским способом с линогравюр работы «Н.Нико».
C 1948 Мишаткин — в Марокко, работал чертежником, сотрудничал в местной французской прессе, рисовал политические каррикатуры в газете «Русская мысль». В 1951 получил первую премию на конкурсе художников плакатов на Foire-Exposition в Марракеше.
В 1951 по приглашению старшего брата переехал в Бразилию, работал в Антисоветском центре в Сан-Пауло, сотрудничал с газетой «Друзьям и знакомым». Издал несколько номеров журнала сатиры и юмора «Ерш». Печатал статьи мистически-философского содержания в газете «Новое русское слово» Нью-Йорк. Был прихожанином русской Благовещенской церкви в Сан Паулу, для которой написал цикл икон Двунадесятых праздников. Иконы Мишаткина хранятся также в частных собраниях в диаспоре.
В 1960—1970-е годы сотрудничал с журналом «Родимый край — Общеказачьий журнал» в США. По просьбе Г. Губарева исполнил несколько иллюстраций для подготовленной последним книги «Казаки и их земля в свете новых данных», среди них редкое изображение Старочеркасского собора.
Имел собственную кустарную мастерскую по изготовлению штампованных тканей и платков.
Автор очерков по истории казачества «Казаки». Автор очень хорошей книги «Плен» и брошюр «О духовном», «Дух и разум», «Ищите и найдете» и др.
Скончался в 1973 в Сан-Паулу, после смерти супруга покойного Вера Афанасьевна Мишаткина сохраняла 20 книг и брошюр, автором или иллюстратором которых был Н. Ф. Мишаткин.